# Anne-Sophie Pic
Anne-Sophie Pic (nascida em 12 de julho de 1969) é uma chef francesa mais conhecida por receber três estrelas Michelin por seu restaurante, Maison Pic, no sudeste da França. Ela é a quarta chef mulher a ganhar três estrelas Michelin e foi eleita a Melhor Chef Mulher pelos 50 Melhores Restaurantes do Mundo em 2011.

## Biografia
Anne-Sophie Pic nasceu em Valence, Drôme, na França em 12 de julho de 1969. Ela é filha do chef Jacques Pic e cresceu no restaurante de sua família, o Maison Pic. Seu avô, Andre Pic, também era chef, especialmente conhecido por um prato gratinado de lagostim e que recebeu três estrelas Michelin em 1934. Ela inicialmente decidiu não seguir os passos da família e, em vez disso, viajou para o exterior para treinar em administração. Pic trabalhou no Japão e nos Estados Unidos como estagiária para várias empresas, incluindo Cartier e Moët & Chandon, mas se viu atraída de volta ao restaurante.
Em 1992, aos 23 anos, ela voltou ao Maison Pic para treinar com seu pai para se tornar uma chef. Ele morreu três meses depois, e ela passou a trabalhar na frente da casa. Em 1995, o restaurante perdeu sua terceira estrela Michelin, pela qual ela sentiu que tinha perdido a "estrela do seu pai", o que a incitou a regressar à cozinha. Em 1997, Pic assumiu o controle do restaurante. Ela não tinha nenhum treinamento formal em culinária.
Em 2007, ela recuperou as três estrelas Michelin do Maison Pic. Aquela havia sido apenas a quarta vez que uma chef feminina conquistou três estrelas Michelin. Naquele mesmo ano, Pic foi a única mulher na lista de vinte chefs mais ricos da França do jornal francês Le Figaro.

## Prêmios
Em 2011, ela recebeu o prêmio Veuve Clicquot de Melhor Chef Feminina do Mundo, em homenagem a Madame Clicquot Ponsardin e concedido pelo esquema de prêmios dos 50 Melhores Restaurantes do Mundo da revista britânica Restaurant. Foi a primeira vez que a categoria foi premiada, e acredita-se que tenha ocorrido uma disputa acirrada entre Pic, Elena Arzak e Nadia Santini. Na época da premiação, Pic era a única chef feminina com três estrelas Michelin na França.
Em 14 de julho de 2011, ela foi nomeada Cavaleiro da Legião de Honra Francesa.